# Il viaggio di Natale di Braccio di Ferro
Il viaggio di Natale di Braccio di Ferro è un film d'animazione direct-to-video del 2004, creato in occasione del 75º anniversario della nascita di Braccio di Ferro.
È stato distribuito per il mercato home-video il 9 novembre 2004. In Italia è stato trasmesso su Rai 2 a Natale dello stesso anno.

## Trama
Braccio di Legno  sta attraversando il Mare del Mistero quando, proprio mentre sta per raggiungere un'isola avvolta in un banco di nebbia, sopraggiunge una tempesta che lo sbalza fuori dalla barca, gettandolo tra le grinfie di feroci pescecani. Per fortuna arriva il figlio Braccio di Ferro, ma una piovra lo immobilizza con i suoi tentacoli; resta un'unica salvezza per il marinaio: gli spinaci. Il mostro glieli leva di torno e lo trascina sul fondo del mare, quando Braccio di Ferro si sveglia: era tutto un sogno.
Braccio di Ferro infatti cade dall'amaca su cui riposava e comincia a litigare con Bruto, suo compagno di bordo perché sta facendo fracasso ed ha paura che Pisellino si svegli. Dopo averlo sistemato per le feste, scende a terra nel villaggio di Sweethaven per andare a far visita a Olivia Oyl con Pisellino, dato che è periodo di Natale e le rivela il suo strano sogno, rivelandole che dovrebbe fare un viaggio per mare per capirne il suo significato e ritrovare finalmente il padre perduto tanto tempo fa. I suoi familiari decidono di seguirlo e di imbarcarsi in un viaggio ricco di avventure. Dopo aver puntato la bussola verso lo Scoglio dei Naufragi, luogo in cui Braccio di Ferro crede possa trovarsi suo padre, il gruppo parte alla volta del Mare del Mistero, territorio dell'oscura Strega del Mare.
La terribile nemica farà di tutto per impedire alla ciurma di Braccio di Ferro di arrivare alla metà, scagliando contro di loro ogni tipo di pericolo e insidia. Come primo avvertimento per la ciurma, ella manderà una strana nuvola verde con l'obbiettivo di far desistere l'equipaggio dal proseguire il viaggio. Senza preoccuparsi troppo, Braccio di Ferro se ne libera, adirando la Strega del Mare. Questa ultima non tarderà a mandare una seconda trappola, questa volta sotto forma di fitta nebbia. Braccio di Ferro riesce a diradarla qualche istante prima che la sua nave finisca contro uno scoglio, scongiurando nuovamente il pericolo e scettico sull'esistenza della Strega sprona i suoi compagni a continuare il viaggio. Una volta venuta a sapere l'identità del marinaio, la Strega capisce che Braccio di Ferro è l'uomo che sta cercando da tempo immemore e che ha bisogno di lui per far avverare una profezia.
Durante la navigazione, Braccio di Ferro ode un canto melodioso provenire il mare; attratto da esso ne segue la fonte ritrovandosi faccia a faccia con la Regina degli Abissi, una bellissima sirena dalla carnagione verde chiaro. La donna da cordialmente il benvenuto nel Mare del Mistero al prode marinaio, aggiungendo che dovrebbe dimenticare ogni cosa e seguirla. Braccio di Ferro si mostra diffidente, allorché la sirena non gli chiede con fare provocante se la trova attraente. L'uomo ne è visivamente attratto e, anche se inizialmente provi a negare, non può fare altro che ammettere la bellezza della Regina degli Abissi. Dopo quest'affermazione nell'occhio buono del marinaio si accende una spirale rossa.
La Regina inizia allora ad intonare una canzone, mentre esegue delle movenze sinuose, simili alla danza del ventre. Braccio di Ferro si ritrova improvvisamente catapultato in un mondo sottomarino, dove la voce della sirena risuona vigorosa. Dopo aver vagato per quel mondo, Braccio di Ferro incappa nella Regina degli Abissi, la quale lo incita a lasciare la terraferma per dedicarsi interamente al mare. Tutto ciò era in realtà un'illusione creata dalla stessa Regina degli Abissi, che sembra aver posto Braccio di Ferro sotto il suo controllo. Il marinaio scende dalla sua nave e raggiunge la donna sul dorso del suo delfino accompagnatore, mentre quest'ultima lo incita a dimenticare tutti i suoi cari. Braccio di Ferro risponde dicendo che dimenticherà tutti coloro che ama e, così dicendo, si porge verso la donna per baciarla. La Regina degli Abissi rincara il concetto, dicendo che nessuno a parte loro due è importante, per poi provare a baciarlo anch'essa. In uno sprazzo di lucidità, Braccio di Ferro la contraddice, affermando che anche Olivia sia importante per lui, anche se le sue labbra tornano immediatamente verso la donna. Ciò shocca la sirena, facendole perdere l'occasione. Braccio di Ferro, grazie alla voce di Olivia, riesce a tornare in sé. Scacciata la sirena, torna sulla nave pronto a proseguire la sua impresa. Prima di tornare negli abissi, la donna si rivela essere in realtà la Strega degli Abissi sotto mentite spoglie, la quale giura di eliminare Olivia in quanto unico ostacolo tra lei e Braccio di Ferro. 
La Strega aizza dunque contro Olivia un serpente marino che però il prode capitano sconfigge facilmente. Visto il fallimento con il mostro, la Strega decide di occuparsi personalmente della ragazza, facendole visita mentre si trova da sola. Utilizzando i suoi poteri, le scaglia contro un incantesimo, che la fa innamorare perdutamente di Bruto. Ovviamente la cosa sconvolge Braccio di Ferro, che, dopo essere stato denigrato dalla fidanzata, si ritira in cima alla coffa depresso
Il giorno dopo la nave approda allo scoglio dei naufragi, luogo dove Braccio di Legno si nasconde da anni. Braccio di Ferro ritrova il padre ma egli non sembra felice di rivederlo, infatti senza troppi giri di parole lo esorta ad andarsene e a non farsi più rivedere. Dopo questo ennesimo rifiuto, Braccio di Ferro si dirige rattristito verso la spiaggia, allontanandosi dalla sua famiglia. Mentre se ne sta andando, Olivia torna in sé grazie ad una noce di cocco lanciata da Braccio di Legno che le è arrivata in testa. Adirata per il comportamento meschino del vecchio marinaio, lo segue per avere da lui spiegazioni.
Depresso e sconsolato, Braccio di Ferro giunge alla riva dell'isola dove sente nuovamente un canto. Esso precede l'arrivo della Regina degli Abissi, che, apparendo dai flutti del mare, cerca di consolare il marinaio. Il suo approccio amorevole funziona su Braccio di Ferro, il quale si ritrova nuovamente vittima dell'incantesimo della sirena. Ella spiega al marinaio da un occhio solo che se decidesse di unirsi a lei i due conquisterebbero il mondo e nessuno potrebbe più opporsi alla loro potenza. Continua affermando che nessuno voglia bene a Braccio di Ferro, fatta esclusione di lei; Braccio di Ferro le crede ciecamente, per via dei precedenti rifiuti da parte di Olivia e Braccio di Legno.
La Regina degli Abissi gli ordina di darle un bacio, cosa che lo renderebbe completamente suo per il resto della sua vita. Braccio di Ferro non viene frenato da queste dichiarazioni e con decisione obbedisce alla sua padrona, appellandosi ad ella come sua regina. Quando le labbra dei due stanno per toccarsi, un salvagente blocca Braccio di Ferro impedendogli di baciare la donna. In suo soccorso arriva la sua famiglia al completo, incluso Braccio di Legno (il quale aveva precedentemente rivelato di aver abbandonato suo figlio solo per proteggerlo dalla Strega). La ciurma riesce quasi a sottrarre il capitano dalle grinfie della Strega del Mare (ancora nelle sembianze della bella sirena per Braccio di Ferro) ma quest'ultima scaglia una saetta direttamente sulla barca, facendola colare a picco. Braccio di Ferro non viene turbato dalla cosa, arrivando addirittura a sorridere soddisfatto nel vedere la sua famiglia in pericolo. La Regina degli Abissi dichiara apertamente a Braccio di Ferro che lui non le può resistere e che ormai le appartiene, senza preoccuparsi che questi possa dissentire. Infatti, l'uomo non appare per nulla turbato dall'atteggiamento possessivo della sua padrona, rispondendole che lui è completamente suo con molta ovvietà. La Strega è ormai sicura della vittoria e, per umiliare ancora di più la ciurma, si fa prendere in braccio dal marinaio. Egli, ormai consumato dal desiderio del bacio,  non esita un secondo e cerca di baciarla.
Per sua sfortuna, Pisellino lo chiama disperato, facendolo rinsavire dall'incantesimo. La bellissima Regina degli Abissi si trasforma nell'orribile Strega del Mare tra le sue braccia. Ne segue uno scontro dal quale Braccio di Ferro ne esce vincitore grazie alla sua arma segreta: gli spinaci. Sconfitta la malvagia, la famiglia può finalmente riunirsi e festeggiare allegramente il Natale insieme.

## Personaggi
- Braccio di Ferro, l'intrepido marinaio protagonista della storia. Dopo un terribile incubo decide di partire alla ricerca di suo padre, disperso da lungo tempo. Accompagnato da Bruto, Olivia , Pisellino e un indesiderato Poldo, affronterà varie insidie nel Mare del Mistero nel tentativo di raggiungere lo Scoglio dei Naufragi. Scettico verso le storie che circolano sul Mare del Mistero e della sua signora, la Strega del Mare, Braccio di Ferro affronterà con testardaggine ogni insidia che si metterà sul suo cammino, mostrando la sua celebre forza sovrumana, anche senza l'uso degli spinaci. Durante il film si viene a conoscenza che Braccio di Ferro è il prescelto di un'oscura profezia, che vede il figlio del marinaio con un occhio solo come unica chiave per il dominio del mari. Per questa ragione la Strega del Mare farà di tutto per impossessarsi di lui, arrivando a tramutare il suo aspetto nella bellissima Regina degli Abissi. In questa versione, Braccio di Ferro si dimostra fallibile, venendo quasi sconfitto due volte dalla Strega del Mare trasformata in sirena. Non riuscendo a contrastare l'avvenenza della donna, cadrà ai suoi piedi per due volte. Durante il tempo passato sotto il controllo della nemica, Braccio di Ferro si mostrerà completamente devoto a lei, desiderando quasi ossessivamente di baciarla e di diventarne schiavo per l'eternità a discapito della sua stessa libertà e dell'amore che avrebbe dovuto provare per la sua famiglia. Nemmeno quando la sirena attenterà alla vita dei suoi cari il marinaio sembrerà voltare le spalle alla sua padrona, arrivando perfino a sorridere freddamente alla vista dei suoi famigliari prossimi alla morte, sembrandone addirittura soddisfatto. Saranno Olivia, la prima volta, e Pisellino, la seconda, a farlo tornare in sé ed a impedirli il gesto fatale, in quanto si scoprirà che la voce di una persona cara è l'unico mezzo per spezzare l'ipnosi.
- Bruto, nella pellicola non si presenta come l'acerrimo nemico del protagonista, ma ne è bensì il migliore amico e il suo primo ufficiale. Nonostante ciò viene dato per scontato che tra i due ci sia un po' di amaretta, sentimento che sfocerà nel momento in cui Olivia (incantata dalla Strega del Mare) dichiarerà di amare Bruto abbandonando Braccio di Ferro.
- Olivia Oyl, fidanzata di Braccio di Ferro, lo seguirà nella sua peripezia nella speranza di riuscire a passare il natale insieme all'amato. Durante il film dichiara più volte il suo astio verso il mare, ma nonostante ciò deciderà di restare a bordo fino alla fine del viaggio. Lei è l'artefice del primo fallimento della Strega, perciò quest'ultima cercherà di eliminarla per poter riprovare nuovamente ad impossessarsi di Braccio di Ferro. Verrà appunto avvicinata direttamente dalla megera, che scaglierà su di lei una magia che la farà stravedere completamente per Bruto. Verrà liberata dalla maledizione grazie a Papi, che le scaglia inavvertitamente una noce di cocco in testa.
- Pisellino, trovatello adottato da Olivia e Braccio di Ferro. Parte con i genitori per l'attraversata del mare, mettendosi spesso nei guai per via della sua indole curiosa. È l'unico a non voltare le spalle a Braccio di Ferro, motivo per cui sentendo la sua voce, il marinaio riuscirà a tornare in sé durante la battaglia finale con la Strega del Mare.
- Braccio di Legno, nel film chiamato semplicemente Papi, è il padre perduto di Braccio di Ferro e motivo che lo porta ad intraprendere il viaggio. Nonostante il figlio riesca ad approdare allo Scoglio dei Naufragi, luogo dell'esilio del vecchio marinaio, questo lo tratterà molto male non appena lo vedrà, intimandogli di andarsene. Successivamente si scoprirà che il suo atteggiamento aggressivo nei confronti di Braccio di Ferro era dovuto alla sua missione di proteggerlo dalla Strega del Mare, sua mortale nemica, e che trattandolo in quel modo sperava di allontanarlo da quel mare, e quindi dalle grinfie della donna. Ironicamente, però, sarà proprio il suo burbero atteggiamento protettivo verso il figlio a rendere quest'ultimo un facile bersaglio della Strega, la quale sfrutterà il cuore spezzato di Braccio di Ferro per farlo suo.
- Strega del Mare, antagonista principale della storia. Sovrana del Mare del Mistero e acerrima nemica di Braccio di Legno. In questa versione il personaggio appare meno comico della controparte dei cartoni animati, riuscendo a mettere Braccio di Ferro e tutti i suoi compagni in seria difficoltà. Non si fa scrupoli a colpire con una saetta la barca su cui si trovano Papi e gli altri, portandola a colare a picco, nel tentativo di impedire loro di salvare Braccio di Ferro. Nel film veniamo a conoscenza di un suo alter ego, chiamato Regina degli Abissi, ovvero un'irresistibile sirena dalla straordinaria ed infinita bellezza, tanto che neppure la grande integrità morale di Braccio di Ferro riuscirà ad impedire a quest'ultimo di venirne sedotto completamente. In questo travestimento, la Regina appare come una donna elegante e sempre raffinata in ogni suo gesto e comportamento, andando in profondo contrasto con la sua reale identità. Riesce ad ipnotizzare il marinaio per due volte, trasformandolo dal fiero e temerario uomo di mare che era, ad un fedele ed invaghito servitore. Grazie ad una serie di inganni, la Strega riuscirà a far credere a Braccio di Ferro di essere stato abbandonato da tutti, rendendo così ancora più forte la presa su di lui, tant'è che quest'ultimo arriva a chiamarla "regina" e a considerare, quella che lui vede come una stupenda sirena, la sua padrona. Questo alter ego era già apparso in due episodi del cartone animato: "The Popeye Valentine's Day Special: Sweethearts at Sea" e "Myskery Melody".  Ma in essi era raffigurato come una semplice naufraga umana e una donna di nome Rose of the sea, e non come una eterea sirena.
- Poldo, la sua presenza è pressoché irrilevante all'interno della storia e serve solo per completare il cast storico dei personaggi celebri. Si imbarca clandestinamente sulla nave di Braccio di Ferro per riuscire a mettere le mani sul forziere che Olivia ha imbastito di cibo per la cena natalizia con Braccio di Legno.